# Victor Torp
Victor Torp Overgaard (* 30. Juli 1999) ist ein dänischer Fußballprofi. Der zentrale Mittelfeldspieler spielte bislang auch in Belgien, Norwegen und England.

## Karriere

### Verein
Victor Torp begann mit dem Fußballspielen im nordwestjütischen Lemvig am Ufer des Limfjords, als er Lemvig GF beitrat. Später zog es ihn in die Jugend des FC Midtjylland. Kurz vor seinem 19. Geburtstag wurde Torp mit zwei Vereinskollegen an den Zweitligisten FC Fredericia verliehen. Am 29. Juli 2018 debütierte er im Ligafußball im Erwachsenenbereich, als er bei der 2:3-Niederlage bei Næstved BK in der Startformation stand und in der 37. Minute mit seinem ersten Tor den Treffer zur zwischenzeitlichen 2:1-Führung erzielte. In der Hinrunde kam Victor Torp, meistens als rechter Mittelfeldspieler eingesetzt, in jedem Spiel zum Einsatz, im Trainingslager vor Beginn der Rückrunde erlitt er allerdings eine Bauchverletzung und fiel dann wegen einer „Entzündung im unteren Bereich des Bauches um das Schambein herum“ aus. Sein Leihvertrag lief aus und daraufhin kehrte er zum FC Midtjylland zurück. Für den FC Midtjylland absolvierte Torp allerdings kein Pflichtspiel. Im Januar 2020 wurde der Däne erneut an den FC Fredericia verliehen. Nachdem er sich auskuriert hatte, hatte Torp regelmäßig gespielt und kam in allen Partien zum Einsatz. Nachdem sein Leihvertrag ausgelaufen war, kehrte er zum FC Midtjylland zurück, wurde allerdings dann erneut verliehen, dieses Mal zum Ligakonkurrenten Lyngby BK. Zumeist als zentraler Mittelfeldspieler eingesetzt, hatte Victor Torp ab dem 3. Spieltag in jeder Partie in der Hinrunde gespielt. Zum Saisonende stieg Lyngby BK aus der Superligæn ab. Der Leihvertrag lief aus, woraufhin Torp zum FC Midtjylland zurückkehrte. Für die erste Mannschaft absolvierte er allerdings lediglich ein Spiel in der Liga; er wurde kurz vor Ende der Sommertransferperiode erneut verliehen, jetzt nach Belgien an den KV Kortrijk. Dort absolvierte er bis zum Saisonende nur neun Ligapartien und wechselte dann fest weiter zum norwegischen Erstligisten Sarpsborg 08 FF mit einem Vertrag bis 2025.

### Nationalmannschaft
Victor Torp hatte im Jahr 2016 in acht Partien für die dänische U17-Nationalmannschaft gespielt (ein Tor) und nahm mit dieser Altersklasse an der U-17-Fußball-Europameisterschaft 2016 in Aserbaidschan teil. Dort schied Dänemark nach der Gruppenphase aus; Torp kam in allen Partien zum Einsatz. Von 2016 bis 2017 lief er in fünf Freundschaftsspielen für die U18-Nationalmannschaft auf. Von 2017 bis 2018 kam der Däne für die U19-Auswahl zum Einsatz und absolvierte dabei 12 Spiele, in denen er zwei Tore schoss. Dabei kam er auch in der Qualifikation für die U-19-Fußball-Europameisterschaft 2018 in Finnland statt; die Qualifikation wurde verpasst. 2018 absolvierte Victor Torp des Weiteren zwei Freundschaftsspiele für die dänische U20. Am 14. November 2020 wurde er erstmals für die dänische U21-Nationalmannschaft nominiert, als er für den Kader für das EM-Qualifikationsspiel gegen Rumänien berufen wurde.